# Lam Dong
Lam Dong (vietnamita: Lâm Đồng) é uma província do Vietnã.